# Skarbek (Comic)
Skarbek (La vengeance du comte Skarbek) ist ein in den Jahren 2004 und 2005 erschienener zweiteiliger frankobelgischer Comic. Autor des Comics, der von Grzegorz Rosiński mittels Direktkolorierung gezeichnet wurde, war Yves Sente.

## Handlung
Die Geschichte beginnt im Jahr 1843. Graf Mieszko Skarbek geht in Saint-Malo an Land und sucht in Paris den Kunsthändler Daniel Northbrook auf, der im Besitz der Gemälde des vor Jahren verstorbenen Malers Louis Paulus ist. Kurz darauf wird Northbrook von zwei ehemaligen Kunden vor Gericht angeklagt. Als Zeuge tritt Skarbek auf, der sich als der verstorbene Maler zu erkennen gibt und damit das Ende von Northbrook einleitet.

## Veröffentlichungen
Dargaud veröffentlichte die jeweils 54 Seiten umfassenden Alben Deux mains d’or und Un coeur de bronze in den Jahren 2004 beziehungsweise 2005. Eine 118 Seiten umfassende Gesamtausgabe wurde ebenfalls von Dargaud im Jahr 2008 herausgebracht. Die deutschsprachigen Ausgaben erschienen im Mai 2006 mit den Einzeltiteln Hände aus Gold und Herz aus Bronze in der Übersetzung von Resel Rebiersch beim Verlag Schreiber & Leser. Weitere Veröffentlichungen erschienen unter anderem in niederländischer und polnischer Sprache.